# ALLDAYS 二丁目の朝日
『ALLDAYS 二丁目の朝日』は、2008年公開の日本映画。村上賢司監督。PG-12作品。

## ストーリー
売春防止法が施行される昭和33年の少し前、まだ戦争の傷跡を引きずっている東京。新宿2丁目界隈は赤線と呼ばれ、性を売る女性たちが、夜な夜な男たちの相手をし、彼らの欲望を満たしていた。そんな新宿2丁目の軽演劇場の役者・目黒真雄（三浦涼介）は、戦時中に出会ったアイパッチの男（竹下宏太郎）が忘れられず、女性に興味が持てないでいた。そうとは知らず、新人の踊り子の吉井さと子（谷桃子）は真雄に惹かれてしまう。下世話な性格の劇団の座長や、何かと真雄に噛みつく勝谷ひろし（松田祥一）は、真雄に女を知るように勧める。ところが、真雄がおかまで有名な八百屋の精さんと一緒にいるところを見て、真雄が男好きであると確信する。しかし八百屋の精さんには、ひた隠しにしているヤクザの五郎との秘密の関係があった。そのころ、公娼制度に反対する女性運動が盛り上がりつつあった。同性愛者は変態とされ、何かと槍玉にあげられるようになっていた。一方、さと子は人知れず消えてしまう。女性運動家たちと娼婦の対決が始まり、新宿2丁目は時代の転換期を迎えようとしていた。しかし、そこに生きる人々は人情厚く、誇りを持って生きていくのだった。

## キャスト
- 目黒真雄 ：三浦涼介
- 新宿で舞台役者をしている。
- 勝谷ひろし：松田祥一
- 真雄の劇団仲間。
- 吉井さと子：谷桃子
- 劇団の駆け出し踊り子、真雄に惹かれる。
- 前田太郎：竹下宏太郎
- アイパッチの男
- 五郎：中原和宏
- 精一と交際しているやくざ。
- 深見精一：山中敦史
- 近所の青果店を営むおかま。
- 中村榮美子
- 新井友香
- 外波山文明
- 鬼頭真也
- ナレーション：谷口節